# Joseph-Philias Morin
Pour les articles homonymes, voir Joseph Morin et Morin.
Joseph-Philias Morin, né le 19 mars 1899 à Saint-Maurice et mort le 13 janvier 1945 à Cap-de-la-Madeleine, est un homme politique québécois.

## Biographie

### Expérience politique
Morin est élu en 1929 comme échevin au conseil municipal du Cap-de-la-Madeleine. Il reste en poste jusqu'en 1933.
En 1939, il est élu député de Champlain sous la bannière de l'Union nationale. Il ne s'est pas représenté en 1944.